# 우근민
우근민(禹瑾敏, 1942년 11월 4일~)은 대한민국의 정치인이다. 제27·28·32·33대 제주도지사, 제2대 제주특별자치도지사를 지냈다.

## 학력
- 1961년 성산수산고등학교 졸업
- 1968년 명지대학교 행정학 학사
- 1984년 경희대학교 경영대학원 MBA

### 비학위 수료
- 1990년 서울대학교 경영대학원 최고경영자과정 수료

## 경력
- 1974년 8월~1978년 3월: 총무처 장관비서관
- 1978년 4월~1980년 9월: 총무처 상훈과장
- 1980년 10월~1982년 7월: 총무처 인사과장
- 1982년 8월~1985년 12월: 총무처 감사관
- 1986년 10월~1987년 6월: 총무처 후생국장
- 1987년 7월~1988년 3월: 총무처 행정관리국장
- 1988년 4월~1988년 11월: 총무처 인사국 국장
- 1988년 12월~1991년 2월: 총무처 기획관리실장
- 1991년 3월~1991년 7월: 제12대 총무처 소청심사위원회 위원장
- 민자당 국책자문위원
- 1995년 12월: 신한국당 국책자문위원
- 1995년~:명지대학교 총동문회 회장
- 1991년 8월~1993년 12월: 제27~28대 제주도지사
- 1996년 9월~1997년 3월: (주)남해화학 사장
- 1996년 10월~1997년 3월: 제13대 한국비료공업협회장
- 1997년 3월~1998년 3월: 제17대 총무처(행정자치부) 차관
- 1998년 7월 1일~2004년 4월 27일: 제32~33대 제주도지사 (재선, 새정치국민회의 → 무소속 → 새천년민주당 → 무소속 → 열린우리당, 2004년 4월 27일에 대법원으로부터 공직선거법 위반 혐의로 벌금 300만원을 선고받음에 따라 지사직 상실)
- 2000년 8월: 제주 4·3 사건 진상규명 및 희생자 명예회복실무 위원회 위원장
- 2006년 1월: 열린우리당 시민행정자치위원 사퇴 및 퇴임 선언(열린우리당 탈당).
- 2007년 10월: 대통합민주신당 상임고문(대통합민주신당 입당).
- 2008년 1월: 대통합민주신당 상임고문 사퇴 및 퇴임 선언(대통합민주신당 탈당).
- 2010년 7월 1일~2014년 6월 30일: 제36대 제주특별자치도지사 (초선, 무소속 → 새누리당)
- 새누리당
- 자유한국당 제주도당 대표당무위원장 겸 상임고문

## 논란
2013년 11월 5일에 우근민은 새누리당에 입당을 신청하다. 그런데 신청 도중 소나무재선충에 걸린 소나무를 제거하다 숨진 이장의 장례식에 불참하고 서상기 의원과 골프 회동을 가진 것이 알려져 논란을 빚었다.

## 관여된 소송 절차

### 성희롱 혐의 및 여성가족부의 성희롱 결정 의결
2002년 1월 제주도지사 직무실에서 당시 우근민 지사가 제주시 모 여성단체장인 ㄱ 모 씨에게 성희롱(성추행)을 했다며, ㄱ 모 씨와 제주여민회가 같은 해 2월 여성부에 성추행 사실을 신고했다. 이후 여성가족부 남녀차별개선위원회는 2002년 7월 29일 우근민의 "직장 내 성희롱"을 인정, 우근민과 제주도가 피해자에게 손해배상 1000만원을 지급하고, 성희롱 재방방지대책을 수립할 것을 권고했다. 해당 사건은 여성가족부 출범 이후 최고위급 공무원의 성추행 여부 심의로 관심을 끌었다.

### 성희롱 결정 의결에 대한 취소소송

#### 1심
우근민은 여성부의 결정에 불복하여 2002년 10월 여성가족부를 상대로 '남녀차별개선위원회 결정 내지 재결취소' 행정소송을 제기했다. 2004년 5월 서울행정법원은 우근민의 소송 제기를 기각했다.

#### 항소심
우근민과 제주도는 2004년 9월 서울고등법원에 항소했으나, 2005년 9월 16일에 서울고등법원 역시 우근민의 항소를 기각했다. 서울고법 재판부의 판결에 따르면 "우 전 지사(원고)가 고모씨(피해자)를 만난 경위와 대화내용 등으로 미뤄 업무 연관성이 있다고 판단되며, 고씨와의 만남이 개인적인 차원에서 이뤄졌으며 업무와 상관이 없다고 하는 원고의 주장은 받이들이기 힘들다"고 밝혔다. 또한 재판부는 "고씨가 원고와의 대화 등에서 상당한 굴욕감과 혐오감을 느꼈다는 것만으로도 '성희롱'으로 볼 수 있다"며 "원고가 고씨와 면담하는 과정에서의 대화내용 등은 성적 굴욕감을 주기에 충분하다"고 판시했다.

#### 상고심
1심과 2심에서 패소한 우근민은 여성부의 기존 남녀차별개선위원회 업무를 이양받은 국가인권위원회를 상대로 '성희롱 결정 의결 취소' 청구소송 상고심을 제기했다. 2006년 12월 대법원은 "이유 없다"며 우 전 지사의 상고를 기각했다. 1심, 2심, 상고심까지 5년에 걸친 소송에서 모두 우근민의 소송을 기각함에 따라, 우근민의 성희롱 사건이 공식적으로 인정된 것이라 풀이된다.

## 가족
- 배우자: 박승련
- 자녀: 2남

## 역대 선거 결과
|  | 32.53% |

|  | 52.76% |

|  | 51.40% |

|  | 41.40% |

## 방송 출연
- 2001년 KBS2TV 슈퍼TV 일요일은 즐거워 - 출발 드림팀